# ユーシャンベルジア
ユーシャンベルジア (Euchambersia) は古生代ペルム紀後期末の約2億5,500万年前に生息していた単弓類の絶滅した属。単弓綱 - 獣弓目 - 獣歯類 - テロケファルス亜目 - アキドノグナトゥス科に属する。

## 特徴
テロケファルス類のみならず、哺乳類を含んだ単弓類全体から見ても特異な形態を持っていた。頭骨の眼窩の前には眼窩以上の大きさの窪みが存在し、その下端は発達した犬歯に向かって開いている。また、犬歯には、縦に何条もの畝が走っていた。この特徴から、ユーシャンベルジアは歯に毒腺を持っていたのではないかと一部の研究で示唆されている。ただし、2022年に記載された新種からはこの特徴は確認されなかった。
こういった毒線を持つ生物は、単弓類の歴史上、単孔類のカモノハシ（踵のケヅメ）やソレノドン、一部のトガリネズミなどに限られる。なお毒性を持つブラリナトガリネズミにおいて、本種が他のトガリネズミよりも脊椎動物を積極的に捕食していることを考えると、ユーシャンベルジアにも同様の習性があったのだろう。

## 分布
南アフリカ、カルー盆地から化石が産出。

## 文化面
BBC制作『ウォーキングwithモンスター〜前恐竜時代 巨大生物の誕生』
三畳紀パートにおいてこの属の研究を元にしたと考えられる有毒の“無名のテロケファルス類”が登場している。